# Melanogrammus
Melanogrammus is een monotypisch geslacht van straalvinnige vissen uit de familie van de kabeljauwen (Gadidae), orde kabeljauwachtigen (Gadiformes).

## Soort
- Melanogrammus aeglefinus (Linnaeus, 1758)